# Зелений Гай (Василівська міська громада)
Зелений Гай —  село в Україні, у Василівській міській громаді Василівського району Запорізької області. Населення становить 233 осіб. До 2020 орган місцевого самоврядування - Підгірненська сільська рада.

## Географія
Село Зелений Гай знаходиться за 3 км від села Бурчак (Михайлівський район) та за 6 км від міста Василівка. Через село проходить автомобільна дорога М18 (E105).

## Історія
- 1922 - дата заснування.
- 12 червня 2020 року, відповідно до Розпорядження Кабінету Міністрів України від № 713-р «Про визначення адміністративних центрів та затвердження територій територіальних громад Запорізької області», увійшло до складу Василівської міської громади[1].
- 19 липня 2020 року, в результаті адміністративно-територіальної реформи та ліквідації колишнього Василівського району (1923—2020), село увійшло до складу новоутвореного Василівського району[2].

## Населення

### Мова
Розподіл населення за рідною мовою за даними :
| Мова       | Кількість | Відсоток |
| ---------- | --------- | -------- |
| українська | 197       | 84.55%   |
| російська  | 36        | 15.45%   |
| Усього     | 233       | 100%     |